# Мариелунд
Мариелунд — второй по величине населённый пункт в коммуне Хапаранда, лен Норрботтен, Швеция. Пригород города Хапаранда, расположенного на границе с Финляндией и фактически являющегося единым населённым пунктом с финским Торнио. Население 1726 человек (2010).

## История
Был построен в качестве пригорода Хапаранды в 1970-е годы. Первоначально назывался Mattila в честь небольшой местной деревни. Во избежание путаницы в 1980-х переименован.